# Градинари (Караш-Северин)
Градинари (рум. Grădinari) насеље је у Румунији у округу Караш-Северин у општини Градинари. Oпштина се налази на надморској висини од 104 m.

## Прошлост
По "Румунској енциклопедији" место се јавља тек након протеривања Турака из Баната 1717. године. Године 1780. због глади и немаштине део становништва се одселио у место Велики Николинци у српском делу Баната. За Каково се чуло 1858. године након пада метеорита који је сачуван. 
Декретом 799. из 1964. године насељу је дат данашњи назив, који асоцира на вртларе.
Аустријски царски ревизор Ерлер је 1774. године констатовао да место "Какова" припада Жамском округу, Вршачког дистрикта. Село има поштанску станицу а становништво је било претежно влашко.

## Становништво
Према подацима из 2002. године у насељу је живело 2199 становника.

### Попис2002.
| Расподела становништва по националности 2002.‍ | Расподела становништва по националности 2002.‍ | Расподела становништва по националности 2002.‍ | Расподела становништва по националности 2002.‍ | Расподела становништва по националности 2002.‍ |
| --------------------------------------------- | --------------------------------------------- | --------------------------------------------- | --------------------------------------------- | --------------------------------------------- |
|                                               |                                               |                                               |                                               |                                               |
| Румуни                                        | Румуни                                        |                                               | 1.916                                         | 87,3%                                         |
| Мађари                                        | Мађари                                        |                                               | 9                                             | 0,4%                                          |
| Роми                                          | Роми                                          |                                               | 264                                           | 12,0%                                         |
| Немци                                         | Немци                                         |                                               | 6                                             | 0,3%                                          |

### Хронологија
| Година       | 1992 | 1993 | 1994 | 1995 | 1996 | 1997 | 1998 | 1999 | 2000 | 2001 | 2002 | 2003 | 2004 | 2005 | 2006 | 2007 | 2008 | 2009 | 2010 | 2011 | 2012 | 2013 | 2014 | 2015 | 2016 | 2017 |
| ------------ | ---- | ---- | ---- | ---- | ---- | ---- | ---- | ---- | ---- | ---- | ---- | ---- | ---- | ---- | ---- | ---- | ---- | ---- | ---- | ---- | ---- | ---- | ---- | ---- | ---- | ---- |
| Становништво | 2115 | 2111 | 2106 | 2110 | 2085 | 2089 | 2094 | 2082 | 2096 | 2062 | 2051 | 2058 | 2087 | 2070 | 2083 | 2071 | 2086 | 2098 | 2108 | 2132 | 2121 | 2094 | 2077 | 2057 | 2052 | 2023 |